# Filip Kaloč
Filip Kaloč, né le 27 février 2000 à Ostrava en Tchéquie, est un footballeur tchèque qui évolue au poste de milieu central au FC Kaiserslautern.

## Biographie

### Carrière en club
Né à Ostrava en Tchéquie, Filip Kaloč est formé au MFK Vítkovice, puis au Baník Ostrava mais il est prêté en 2019 au MFK Vítkovice où il commence sa carrière professionnelle, en deuxième division tchèque. Il joue son premier match le 9 mars 2019 contre le FC Hradec Králové en entrant en jeu (0-0 score final). Il fait ensuite son retour au Baník Ostrava.
Il joue son premier match en première division tchèque le 5 octobre 2019, contre le FC Fastav Zlín, lors de la saison 2019-2020. Il entre en jeu à la place de Dame Diop et son équipe l'emporte largement par quatre buts à zéro.
Le 24 avril 2021, Filip Kaloč inscrit son premier but en professionnel lors d'une rencontre de championnat face au SK Sigma Olomouc. Il ouvre le score ce jour-là et son équipe s'impose par deux buts à zéro,.
Le 12 janvier 2024, Filip Kaloč rejoint l'Allemagne afin de s'engager en faveur du FC Kaiserslautern sous la forme d'un prêt jusqu'à la fin de la saison, avec option d'achat.
Kaloč inscrit son premier but pour Kaiserslautern le 31 janvier 2024, face au Hertha Berlin en coupe d'Allemagne. Titularisé, il participe à la victoire de son équipe par trois buts à un.
Le 15 mai 2024, le FC Kaiserslautern annonce le transfert définitif de Filip Kaloč pour un contrat de longue durée.

### En sélection
Filip Kaloč représente l'équipe de Tchéquie des moins de 18 ans, il se met en évidence en étant l'auteur d'un doublé contre le Danemark, le 23 mars 2018, permettant ainsi à son équipe de s'imposer par trois buts à zéro..
Filip Kaloč joue son premier match avec l'équipe de Tchéquie espoirs contre la Slovénie, le 2 septembre 2021. Il est titularisé et joue l'intégralité de cette rencontre qui se solde par la victoire des siens (1-0). Il officie notamment comme capitaine pour ses débuts avec les espoirs.